# Malika Louback
Malika Louback là một người mẫu thời trang kiêm kỹ sư người Pháp gốc Djibouti. Cô là phụ nữ Djibouti đầu tiên xuất hiện trên trang bìa của tạp chí Vogue.

## Tiểu sử
Malika Louback đến từ Djibouti. Cô có hai chị gái. Tên đầu tiên của cô có nghĩa là "nữ hoàng" trong tiếng Ả Rập, họ có nghĩa là "sư tử cái", trong tiếng Afar, một trong những ngôn ngữ của Djibouti. Mẹ là Moumina Houmed Hassan, giữ chức Bộ trưởng Phụ nữ và Gia đình Djibouti từ năm 2016, sau khi làm việc trong các tổ chức phi chính phủ và Tổ chức Y tế Thế giới. Cha cô là một kỹ sư.
Như cha mình, Louback có ba bằng đại học: bằng chứng chỉ công nghệ kỹ thuật công nghiệp và kỹ thuật bảo trì, bằng cử nhân vật lý học và một bằng kỹ thuật khoa học vật liệu. Cô đến Lyon vào năm 2013 và học tập trong vòng sáu năm. Sau đó làm người mẫu ở Paris. Hai người chị sống ở Pháp.

## Sự nghiệp

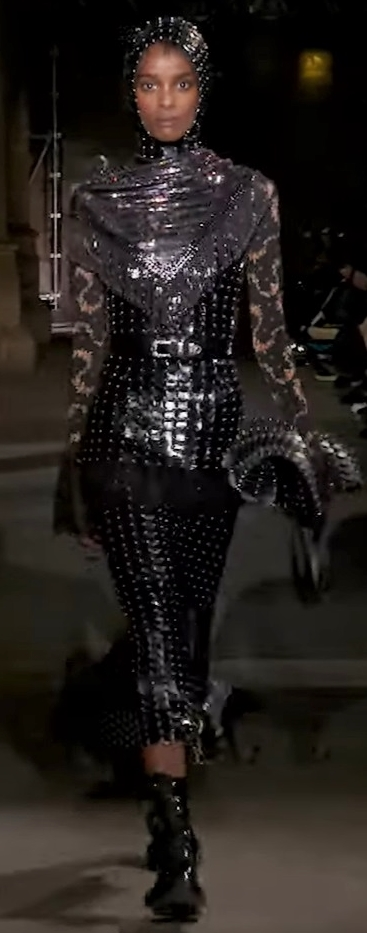
Louback tại buổi trình diễn Paco Rabanne Thu Đông 2020-2021

Louback mong muốn trở thành một người mẫu thời trang cũng như kỹ sư, và tin rằng kinh nghiệm kỹ thuật sẽ giúp cô chú ý đến từng chi tiết hơn với tư cách là một người mẫu. Louback lấy cảm hứng thời trang từ mẹ và những phụ nữ Djibouti khác. Cô liên hệ với IMG Models qua trang web ngay sau khi hoàn thành bằng cấp ba. Cô nhận được cuộc gọi ngay lập tức và ký hợp đồng vào tháng 9 năm 2019.
Tuần lễ thời trang xuân/hè 2020, Louback tham gia các buổi trình diễn cho Jil Sander ở Milan, Yves Saint Laurent ở Paris, Chanel và Hermès. Trang bìa tạp chí đầu tiên của cô là Vogue Paris vào tháng 9 năm 2020; Louback là phụ nữ Djibouti đầu tiên xuất hiện trên trang bìa này.
Louback đã trải qua đợt phong tỏa do đại dịch COVID-19 ở Pháp năm 2020 trong một căn hộ nhỏ ở Paris với những người bạn cùng phòng. Cô thường thực hiện buổi chụp người mẫu bằng FaceTime và làm bánh tiramisu.
Năm 2021, Louback trở thành "gương mặt đại diện" cho công ty thời trang Loro Piana. Năm 2022, cô là một trong 50 người mẫu hàng đầu của Models.com.

## Ấn phẩm
- Doench, Ingo; Ahn Tran, Tuan; David, Laurent; Montembault, Alexandra; Viguier, Eric; Gorzelanny, Christian; Sudre, Guillaume; Cachon, Thibaut; Louback-Mohamed, Malika; Horbelt, Niels; Peniche-Covas, Carlos; Osorio-Madrazo, Anayancy (20 tháng 2 năm 2019). “Cellulose Nanofiber-Reinforced Chitosan Hydrogel Composites for Intervertebral Disc Tissue Repair”. Biomimetics (Basel, Switzerland). 4 (1): E19. doi:10.3390/biomimetics4010019. ISSN 2313-7673. PMC 6477598. PMID 31105204.